# 국제 사격 연맹

국제 사격 연맹(International Shooting Sport Federation)은 세계에서 열리는 국제식 사격 경기를 총괄하는 조직이다. 국제 올림픽 위원회(IOC)의 회원으로서, 올림픽 사격 종목도 국제사격연맹이 총괄한다. 2007년 현재 세계 137개국, 154개 협회(1989년 이전에 가입한 협회의 경우 한 국가에서 두 개 이상의 협회가 가입되어 있기도 하다.)들이 국제사격연맹에 가입해 있으며, 본부는 독일의 뮌헨에 있다.

## 역사
최초의 근대 올림픽인 1896년 아테네 올림픽에서 사격은 가장 많은 선수가 참가한 종목이 되었다. 이러한 영향을 받아, 1897년 프랑스에서 최초의 세계사격선수권대회가 개최되었고, 1906년 이탈리아의 밀라노에서 열린 각국 사격연맹 대표들의 회합에서 사격 스포츠에 관한 세계 공통 규정과 그것을 통괄할 국제 기구의 필요성에 공감하여 1907년 7월 7일 스위스에서 8개국의 사격연맹이 모여 "Union Internationale des Federations et Associations Nationales de Tir"라는 프랑스어 이름으로 국제사격연맹을 창립하기에 이른다.
그 뒤 국제사격연맹은 제1차 세계대전의 영향으로 1915년 해체되었다가 1921년 "Union Internationale de Tir"(UIT)라는 명칭으로 다시 조직되었다. 이때 정해진 명칭의 약어가 1998년까지 국제사격연맹의 약어로서 계속 이용되게 된다.
그러나 다시 제2차 세계 대전이 발발하여 국제사격연맹은 활동을 중단하게 되었고, 전쟁이 끝난 1947년 국제사격연맹은 영어를 기구내의 공식 언어로 채택하면서 "International Shooting Union"이라는 새로운 이름으로 재조직되었다. 다만, 조직의 공식 명칭이 바뀌었음에도 불구하고, 국제사격연맹의 약어는 기존의 프랑스어 약어인 UIT가 계속 사용되었는데, 왜냐하면 이미 ISU라는 약어가 널리 통용되고 있던 국제스케이트연맹과의 혼동을 피하기 위해서였다.
1986년 국제사격연맹은 올림픽 정식 종목으로 채택된 사격 종목에 결선 경기와 올림픽 출전 자격(Olympic qualification system)이라는 제도를 도입하였고, 이로 인해 세계사격선수권대회와 지역별 선수권대회를 제외한 모든 국제경기들에 큰 변화가 일어났고, 월드컵대회도 창설되었다.
1989년에는 전자 채점 및 표시 체계가 도입되었고, 이로 인해 1992년 바르셀로나 올림픽에서는 사상 처음으로 사격 경기가 TV에서 중계될 수 있게 되어 사격 종목은 스포츠에 대한 관객들의 현대적인 요구에 부응할 수 있게 되었다.
한편, 스포츠로서의 사격이 군사 목적이나 수렵 기타 목적을 위해 행해지는 사격과 구별될 필요성이 있다는 주장이 꾸준히 제기되어왔다. 이에 1998년 7월 15일 에스파냐의 바르셀로나에서 개최된 총회에서는 국제사격연맹의 명칭을 "International Shooting Sport Federation"(ISSF)으로 바꾸기로 결정하여 현재 국제사격연맹의 영문 명칭으로 사용되고 있다.

## 조직
- 회장
- 가맹 단체
- 이사회
- 상임이사회
- 위원회
  - 기술위원회
  - 심판위원회
  - 규정위원회
  - 의무위원회
  - 선수위원회
  - 분과위원회
    - 소총분과위원회
    - 권총분과위원회
    - 러닝타겟분과위원회
    - 클레이분과위원회
- 명예 임원
- 총회
- 본부(사무국)

## 대회
국제사격연맹이 선수권대회로 인정하는 대회는 다음과 같다.
- 하계 올림픽의 사격 종목 경기
- ISSF 세계사격선수권대회
- ISSF 월드컵
- 유럽선수권대회 등과 같이 정기적으로 개최되는 지역별 대회

이상의 경우에 속하는 사격 대회들의 개최에 있어서는 국제사격연맹의 직접적인 관여가 있으며, 이러한 대회에서 세워진 기록만이 세계기록으로 인정받을 수 있다.

## 같이 보기
- 국제식 사격